# Ninja Theory
Ninja Theory Limited (ehemals: Just Add Monsters) ist ein im März 2000 gegründetes britisches Entwicklungsstudio für Videospiele, mit Sitz in Cambridge. Seit Juni 2018 ist Ninja Theory ein Tochterunternehmen von Microsoft.

## Geschichte

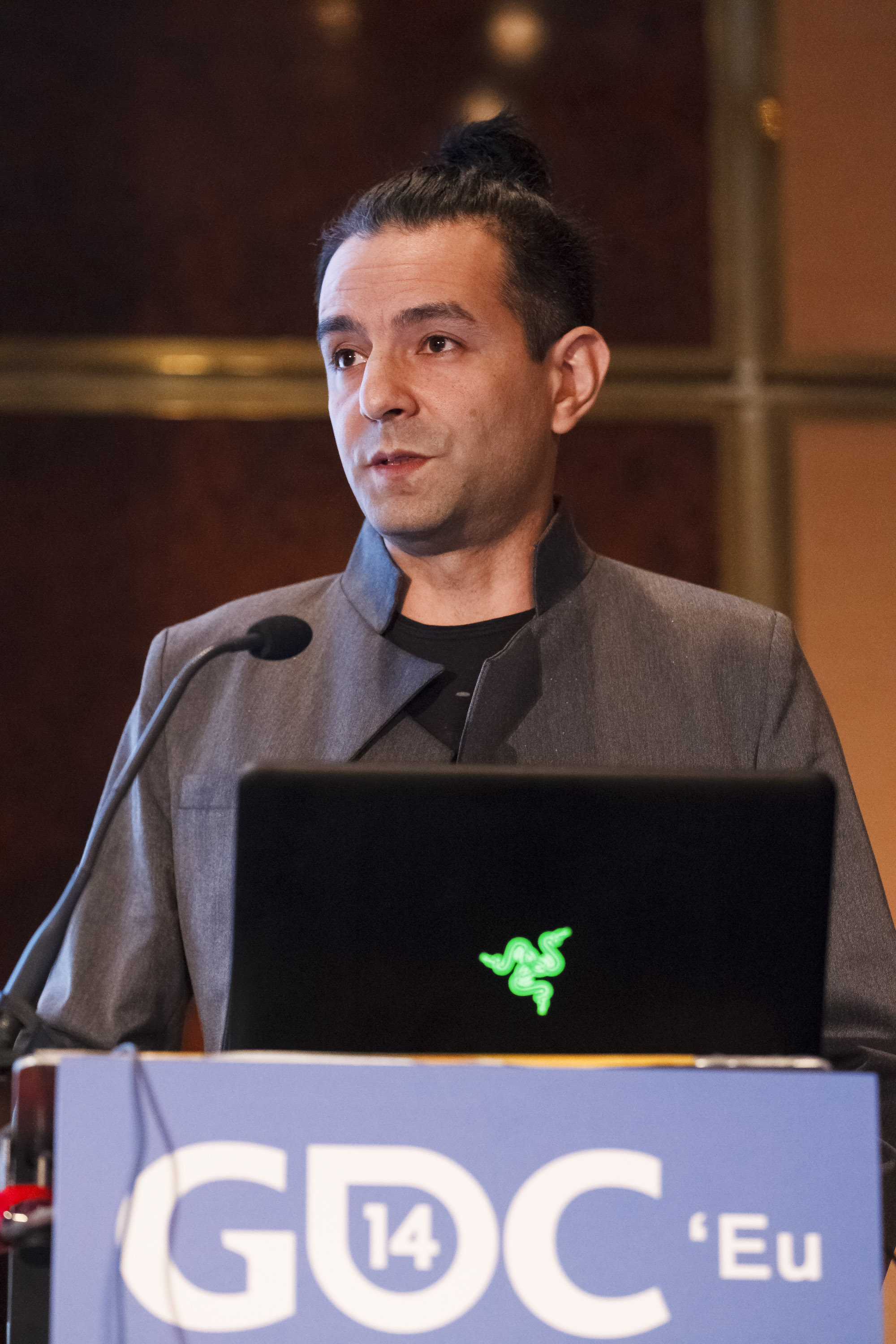
Mitgründer Tameem Antoniades auf der GDC 2014

Das Unternehmen wurde unter dem Namen Just Add Monsters im März 2000 von Tameem Antoniades, Nina Kristensen und Mike Ball gegründet. Im Oktober 2000 übernahm der britische Entwickler Argonaut Games das Studio. Im November 2004 erwarb Jez San, der frühere CEO von Argonaut Games, das Unternehmen aus der Insolvenzmasse des Mutterkonzerns. Seit diesem Zeitpunkt trägt das Unternehmen den jetzigen Namen. Das erste Spiel, welches das Unternehmen entwickelte, war Kung Fu Chaos für die Xbox im Februar 2003. Im September 2007 wurde Heavenly Sword für die PlayStation 3 veröffentlicht. Die Entwickler wurden in fünf Kategorien für die Develop Industry Excellence Awards nominiert: Best New IP, Visual Arts, Audio Accomplishment, Technical Innovation und Best Independent Developer.
Am 15. September 2010 wurde im Rahmen der Tokyo Game Show auf der Pressekonferenz von Capcom bekannt gegeben, dass Ninja Theory den neusten Teil der Devil-May-Cry-Reihe entwickeln wird. Im September 2016 wurde eine Abteilung namens Senua Studio gegründet. Am 10. Juni 2018 wurde während der Electronic Entertainment Expo 2018 bekanntgegeben, dass Ninja Theory von Microsoft übernommen wurde und nun ein Teil der Microsoft Studios (jetzt als Xbox Game Studios bekannt) ist. Die Kosten der Übernahme beliefen sich auf 117 Millionen US-Dollar.
Bleeding Edge war das erste Spiel von Ninja Theory, das unter den Xbox Game Studios veröffentlicht wurde. Es erschien 2020 für Windows und die Xbox One. Senua’s Saga: Hellblade 2 wurde unter den Xbox Game Studios veröffentlicht. Beide Spielen waren bereits vor der Übernahme durch Microsoft in der Planung. Senua’s Saga: Hellblade 2 wurde am 21. Mai 2024 für Windows und die Xbox Series X und S veröffentlicht.

## Entwickelte Spiele
| Jahr  | Titel                                             | Plattform(en)                                                                                    |
| ----- | ------------------------------------------------- | ------------------------------------------------------------------------------------------------ |
| 2003  | Kung Fu Chaos                                     | Xbox                                                                                             |
| 2007  | Heavenly Sword                                    | PlayStation 3                                                                                    |
| 2010  | Enslaved: Odyssey to the West                     | Windows, PlayStation 3, Xbox 360                                                                 |
| 2013  | DmC: Devil May Cry                                | Windows, PlayStation 3, Xbox 360                                                                 |
| 2013  | Fightback                                         | iOS                                                                                              |
| 2014  | Disney Infinity: Marvel Super Heroes              | Android, iOS, Windows, PlayStation 3, PlayStation 4, PlayStation Vita, Wii U, Xbox 360, Xbox One |
| 2015  | DmC Devil May Cry: Definitive Edition             | PlayStation 4, Xbox One                                                                          |
| 2015  | Disney Infinity 3.0                               | Android, iOS, PlayStation 3, PlayStation 4, Wii U, Windows, Xbox 360, Xbox One                   |
| 2017  | Dexed                                             | PlayStation 4, Windows                                                                           |
| 2017  | Hellblade: Senua’s Sacrifice                      | Nintendo Switch, PlayStation 4, Windows, Xbox One                                                |
| 2018  | Nicodemus: Demon of Evanishment                   | Location-based VR experience                                                                     |
| 2018  | Hellblade: Senua’s Sacrifice VR                   | Windows                                                                                          |
| 2019  | Vader Immortal: A Star Wars VR Series – Episode I | Oculus Quest                                                                                     |
| 2020  | Bleeding Edge                                     | Windows, Xbox One                                                                                |
| 2024  | Senua’s Saga: Hellblade 2                         | Windows, Xbox Series, PlayStation 5 (geplant für 2025)                                           |
| N. N. | Project: Mara                                     | N. N.                                                                                            |